# Copperopolis (California)
Copperopolis è un census-designated place degli Stati Uniti d'America, nello stato della California, nella Contea di Calaveras. Nel 2010 contava 3 671 abitanti.